# フォールス・フォリオ
フォールス・フォリオ（False Folio、「誤った二折版」）とは、1619年にウィリアム・ジャガード（William Jaggard）が、「ファースト・フォリオ」（1623年にジャガード、その子アイザック、エドワード・ブラウント Edward Blountが出版）に先だってウィリアム・シェイクスピアの10本の戯曲を初めて1冊の本にまとめた「二折版（フォリオ）」のことを指し、その中には真作に混じってシェイクスピア外典も含まれることから、シェイクスピア研究家ならびに書誌学者が「誤った二折版」と名付けた。ただし「二折版」という言い方は厳密には誤りで、通常の「四折版（クォート）」より大きな大きさに過ぎない。問題のテキストはアルフレッド・W・ポラード（Alfred W. Pollard）、ウォルター・ウィルソン・グレッグ（Walter Wilson Greg）、William J. Neidigが書誌学的手順によって精査した。
「フォールス・フォリオ」に収められている作品は以下の通り。
- ヘンリー五世 - タイトルページに「1608年、T.P.のために印刷」とあるが、日付は誤りである。T.P.つまりThomas Pavierは『ヘンリー五世』の出版権を持つ書籍出版者でジャガードの仲間だった。
- リア王 - タイトルページに「1608年、ナサニエル・バター（Nathaniel Butter）のために印刷」とあるが、日付も名前も誤りである。バターが印刷したのは1608年の『リア王』のQ1（最初の四折版）である。
- ヴェニスの商人 - タイトルページに「1600年、J・ロバーツによって印刷」とあるが、日付も名前も誤りである。ジャガードには正当な権利が無く、権利は書籍出版者のローレンス・ヘイズが所有していた。
- ウィンザーの陽気な女房たち - タイトルページに「1619年、アーサー・ジョンソンのために印刷」とあるが、日付も名前も誤りである。ジョンソンが印刷したのは1602年の『ウィンザーの陽気な女房たち』のQ1（最初の四折版）である。
- 夏の夜の夢 - タイトルページに「1600年、ジェームズ・ロバーツによって印刷」とあるが、日付も名前も誤りである。
- ペリクリーズ - タイトルページに「1619年、T.P.のために印刷」とある。
- サー・ジョン・オールドカースル - タイトルページに「1600年、T.P.のために印刷」とあるが、日付が誤りである。
- ヨークシャーの悲劇 - タイトルページに「1619年、T.P.のために印刷」とある。
- The Whole Contention Between the Two Famous Houses, Lancaster and York（2つの名家、ヨーク家とランカスター家の間の全闘争） - タイトルページに「ロンドンにて、T.P.のために印刷」とある。これはこのコレクションの目玉で、ジャガードは『The First Part of the Contention Betwixt the Two Famous Houses of York and Lancaster』（『ヘンリー六世 第2部』の初期の版で、1594年と1600年にトーマス・ミリントン Thomas Millingtonによって出版された）および『The True Tragedy of Richard Duke of York』（『ヘンリー六世 第3部』の初期の版で、1595年と1600年にミリントンによって出版された）を一つにまとめたものである。1602年にPavierはミリントンから2作の権利を手に入れていた[2]。

『ヴェニスの商人』だけでなく、『リア王』（バター）、『ウィンザーの陽気な女房たち』（ジョンソン）の権利も持っていなかった可能性もある。他にもジャガードの動機など、「フォールス・フォリオ」にはいろいろ不明瞭な点がある。ところでジャガードとシェイクスピアの正典とは奇妙な因縁があった。1599年と1612年に真作かどうか疑わしい寄せ集めの『情熱の巡礼者』を出版していたのである。研究家たちは、どうして国王一座が「フォールス・フォリオ」を出したジャガードを、そのすぐ後、「ファースト・フォリオ」の印刷者ならびに出版者の1人に選んだのか（「ファースト・フォリオ」の作業が始まったのは1621年頃と言われている）疑問に思っている。おそらくジャガードが大きな印刷所を持っていたからなのだろう（「フォールス・フォリオ」で10本の戯曲を印刷したのでその能力は実証済みである）。「フォールス・フォリオ」出版に関してのPavierの役割には諸説ある。Pavierの頭文字「T.P.」は9本中5本（『The Whole Contention』を2本とすると10本中6本）に見られ、当時の注釈家たちの中には、ジャガードよりhe Whole Contentionの役割が大きいと見る者もいた。そのことからこの本は「Pavier quartos（Pavierの四折版）」と呼ばれることもある。
ポラードは「著作権侵害」に多く関心を向けたが、それは20世紀の学究的アティテュードならびにアプローチと言える。21世紀になって、数人の研究者がこの問題についての見方からメロドラマ的なものを薄め、逆に微妙なニュアンスを強め、ジャガードとPavierを道徳的な論争の渦中に投げ込まない見方をするようになった。